# اچ‌تی‌ام‌ال تایدی
اچ‌تی‌ام‌ال تایدی (به انگلیسی: HTML Tidy) یک کتابخانه برای نرم‌افزار کاربردی و برنامه پیشانه‌ای است، که هدفش تشخیص کدهای نامعتبر HTML و سبک‌های تورفتگی و لایه‌بندی آنها با اضافه کردن برچسب‌های مناسب است.